# Efferia titan
Efferia titan är en tvåvingeart som först beskrevs av Stanley Willard Bromley 1934.  Efferia titan ingår i släktet Efferia och familjen rovflugor.
Artens utbredningsområde är Guyana. Inga underarter finns listade i Catalogue of Life.